# Crown Island
Crown Island, in der deutschen Kolonialzeit Kroneninsel genannt, ist eine Insel, die zur Madang Province von Papua-Neuguinea gehört. Die Insel zählt zum Rai Coast District im Osten der Provinz, liegt ca. 15 Kilometer nordwestlich von Long Island und etwa 64 Kilometer nordöstlich der Küste Neuguineas. Die Insel ist eine andesitische Erhebung von etwa 566 Metern Höhe, annähernd kreisrund und von einem Ring aus Korallenriffen umgeben.
Crown Island wurde 1643 von Abel Tasman entdeckt und wurde Ende des 19. Jahrhunderts Teil der Deutschen Schutzgebiete in der Südsee.
Während des Ersten Weltkriegs wurde das Gebiet 1914 von Australien übernommen und war Teil des australischen Verwaltungsmandats für den gesamten Bismarck-Archipel durch den Völkerbund und nach dessen Auflösung durch die Vereinten Nationen.
Von 1942 bis 1944 war das Gebiet von Japan besetzt, fiel aber 1949 wieder an das australische Verwaltungsmandat, bis Papua-Neuguinea 1975 unabhängig wurde.